# Marek Nowakowski
Marek Krzysztof Nowakowski (ur. 2 kwietnia 1935 w Warszawie, zm. 16 maja 2014 tamże) – polski pisarz, przedstawiciel małego realizmu, publicysta, scenarzysta.

## Życiorys
Wychowywał się w podwarszawskich Włochach (od 1951 dzielnica Warszawy). Uczęszczał do Szkoły Powszechnej nr 1 im. I Marszałka Polski Józefa Piłsudskiego przy ulicy Parkowej 22 (obecnie SP nr 94 przy ul. Cietrzewia 22), której kierownikiem był jego ojciec, Antoni Nowakowski. Przerwał naukę w szkole średniej, po czym pracował na lotnisku Okęcie, w strukturach Związku Młodzieży Polskiej, a następnie jako górnik dołowy w kopalni Rybnickiego Zjednoczenia Węglowego. W młodości dwukrotnie skazany został na karę więzienia, w którym spędził kilkanaście miesięcy. Wyrok odbywał m.in. w obozie pracy przy ul. Anielewicza w Warszawie („Gęsiówka”). W latach 1953–1958 studiował prawo na Uniwersytecie Warszawskim, lecz nie uzyskał tytułu magistra.

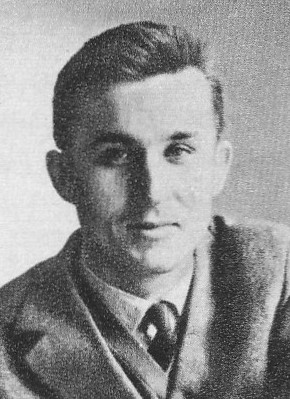
Marek Nowakowski, lata 60.

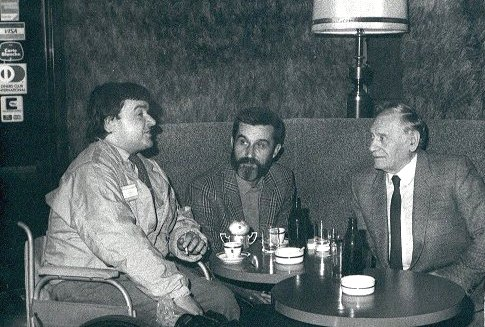
Marek Nowakowski (w środku), Wojciech Soporek (z lewej) i Kazimierz Górski w „Zielonym barku”, opisanym w opowiadaniu Victoria w tomie Nekropolis 2, Hotel „Victoria”, Warszawa 1985

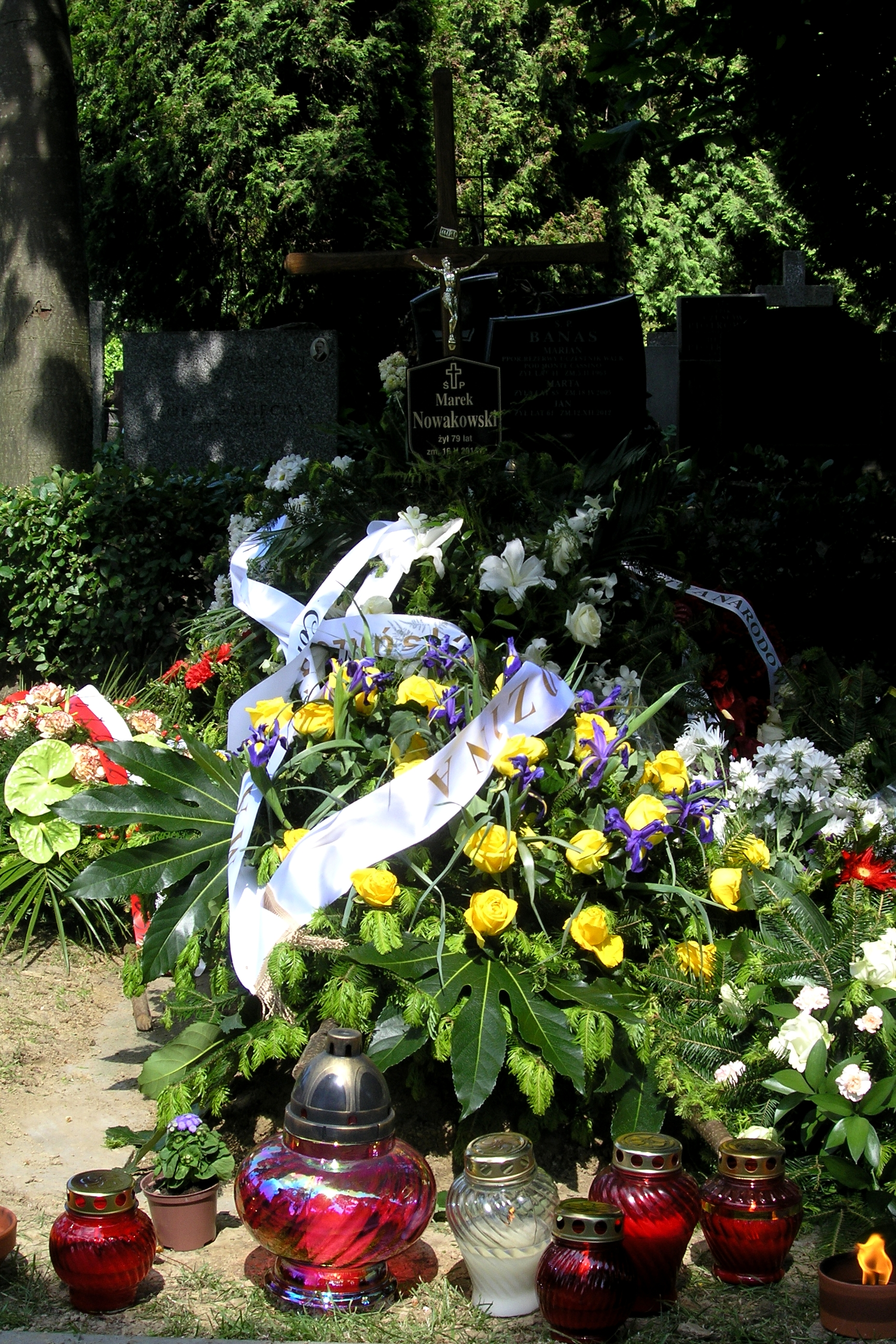
Grób Marka Nowakowskiego w Alei Zasłużonych cmentarza Wojskowego na Powązkach w Warszawie w dniu pogrzebu, 23 maja 2014

Debiutował w 1957 ogłoszonym na łamach „Nowej Kultury” opowiadaniem Kwadratowy. Jako literat jest zaliczany do tzw. pokolenia „Współczesności”. W swojej twórczości zajmował się oficjalnie przemilczanymi obszarami życia, ludźmi z tzw. marginesu społecznego i z peryferii wielkomiejskich. Bohaterowie wielu jego utworów to ludzie skłóceni z prawem. W latach osiemdziesiątych publikował w drugim obiegu wydawniczym; najbardziej znane są impresje z okresu stanu wojennego. W latach 90. wydał kilka książek w satyryczny sposób ukazujących rzeczywistość społeczną Polski z okresu transformacji ustrojowej. Jest również autorem zbiorów wspomnień o życiu w dawnej Warszawie oraz krótkich opowiadań ukazujących absurdy PRL.
Współzakładał podziemne pismo literackie „Zapis” (1977), był członkiem Stowarzyszenia Pisarzy Polskich. Był publicystą „Gazety Polskiej”.
W styczniu 1976 podpisał list protestacyjny do Komisji Nadzwyczajnej Sejmu PRL przeciwko zmianom w Konstytucji Polskiej Rzeczypospolitej Ludowej. Aresztowany w 1984. W 2005 wchodził w skład honorowego komitetu wyborczego kandydata na Prezydenta RP Lecha Kaczyńskiego, a w 2010 Jarosława Kaczyńskiego.
23 maja 2014 został pochowany w Alei Zasłużonych na cmentarzu Wojskowym na Powązkach (kwatera BII30-tuje-17).

## Życie prywatne
Mieszkał w Warszawie. Był żonaty z Jolantą Nowakowską z domu Zabarnik, adwokatką. Ojciec aktorki i tancerki Idy Nowakowskiej, której matką jest Joanna Maria Żamojdo (ur. 1956), siostrzenica malarza Jana Lebensteina (1930–1999).

## Twórczość

### Zbiory opowiadań
- Ten stary złodziej; Czytelnik, Warszawa 1958
- Benek Kwiaciarz; Czytelnik, Warszawa 1961
- Silna gorączka; Czytelnik, Warszawa 1963, 1972; Wielka Litera, Warszawa 2012
- Zapis; Państwowy Instytut Wydawniczy, Warszawa 1965
- Gonitwa; Czytelnik, Warszawa 1967
- Przystań; Czytelnik, Warszawa 1969; Instytut Wydawniczy CRZZ, Warszawa 1972
- Mizerykordia; Czytelnik, Warszawa 1971
- Śmierć żółwia; Czytelnik, Warszawa 1973
- Gdzie jest droga na Walne?; Państwowy Instytut Wydawniczy, Warszawa 1974, 1979, 2007
- Książę Nocy; Państwowy Instytut Wydawniczy, Warszawa 1978; Zakłady Wydawnicze Versus, Białystok 1990
- Lepszy; Nasza Księgarnia, Warszawa 1979, 1983
- Tutaj całować nie wolno; Polonia, Chicago 1979, 1985
- Chłopak z gołębiem na głowie; Państwowy Instytut Wydawniczy, Warszawa 1979; Czytelnik, Warszawa 2006
- Raport o stanie wojennym; Instytut Literacki, Paryż 1982; Niezależna Oficyna Wydawnicza NOWA, Warszawa 1982; Biblioteka Wolnej Myśli, Kraków 1984; Biblioteka Obserwatora Wojennego, Kraków 1984
- Zakon kawalerów mazowieckich; Krąg, Warszawa 1982
- Raport o stanie wojennym II; Instytut Literacki, Paryż 1983 / Raport o stanie wojennym. Ciąg dalszy; Niezależna Oficyna Wydawnicza NOWA, Warszawa 1983
- Notatki z codzienności; Instytut Literacki, Paryż 1983; Niezależna Oficyna Wydawnicza NOWA, Warszawa 1983 / Notatki z codzienności. (Grudzień 1982 – lipiec 1983); Czytelnik, Warszawa 1993
- Dwa dni z Aniołem; Instytut Literacki, Paryż 1984; [b.w.], [b.m.] 1985; Wydawnictwo PoMOST, Warszawa 1988; Kantor Wydawniczy SAWW, Poznań 1990
- Rachunek; Przedświt: Warszawska Niezależna Oficyna Poetów i Malarzy, Warszawa 1984
- Wilki podchodzą ze wszystkich stron; Polonia Bookstore and Publishers Co, Chicago 1985; Solidarność Walcząca, Łódź 1987; Państwowy Instytut Wydawniczy, Warszawa 1990 (pełne wydanie)
- Grisza, ja tiebie skażu…; Instytut Literacki, Paryż 1986; Niezależna Oficyna Wydawnicza NOWA, Warszawa 1986; „Kos”, Gliwice 1988; Kantor Wydawniczy SAWW, Poznań 1990
- Portret artysty z czasu dojrzałości; Niezależna Oficyna Wydawnicza NOWA, Warszawa 1987; Iskry, Warszawa 1989
- Grecki bożek; Alfa, Warszawa 1993
- Prawo prerii; ABC Future, Warszawa 1999
- Opowiadania uliczne; Wydawnictwo Książkowe Twój Styl, Warszawa 2002
- Nul; Alfa, Warszawa 2003
- Stygmatycy; Prószyński i S-ka, Warszawa 2005

### Powieści, minipowieści
- Trampolina; Czytelnik, Warszawa 1964; Alfa-Wero, Warszawa 2004
- Marynarska ballada; Czytelnik, Warszawa 1966
- Robaki; Państwowy Instytut Wydawniczy, Warszawa 1968
- Wesele raz jeszcze; Państwowy Instytut Wydawniczy, Warszawa 1974; NZS, Wrocław 1981
- Kto to zrobił?; Niezależna Oficyna Wydawnicza NOWA, Warszawa 1981; „Recontra”, Warszawa 1985
- Wesele raz jeszcze! Zdarzenie w Miasteczku; Państwowy Instytut Wydawniczy, Warszawa 1982; Alfa, Warszawa 2000
- Opowieść o kocie Gacku; Nasza Księgarnia, Warszawa 1982, 1990; Studio Graficzne Joligraf, Legionowo 2001
- Życie hordy; Społeczne Wydawnictwo Niezależne, Warszawa 1984
- Homo Polonicus; Wydawnictwo Pomost, Warszawa 1992
- Honolulu; Iskry, Warszawa 1994
- Strzały w motelu «George», czyli Skarb Krwawego Barona; Oficyna Wydawnicza Most, Warszawa 1997; Wydawnictwo Książkowe Twój Styl, Warszawa 2003
- Reda; ABC Future, Warszawa 1998
- Hades; Wydawnictwo Uniwersytetu Marii Curie-Skłodowskiej, Lublin 1998
- Empire; Wydawnictwo Książkowe Twój Styl, Warszawa 2001
- Psie Głowy; Prószyński i Ska, Warszawa 2008
- Domek trzech kotów; Świat Książki, Warszawa 2011

### Utwory dramatyczne
- Ratusz (monolog telewizyjny); Dialog 1973 nr 3 s. 53-61
- Wrotek (współautor Jarosław Abramow-Newerly); Dialog 1973 nr 1 s. 5-14
- Raz Czabak z rana… (słuchowisko); Dialog 1974 nr 8 s. 39-47
- Grzybobranie; niepublikowane, 1974
- Zaproszenie (monolog radiowy); Dialog 1975 nr 9 s. 62-66
- Głos z tego świata (słuchowisko); Dialog 1979 nr 11 s. 24-34
- Skąd ten krzyk? (słuchowisko); Dialog 1979 nr 1 s. 58-63
- Swojacy (współautor Jarosław Abramow-Newerly); Dialog 1981 nr 10 s. 5-13
- Życiorys Tadeusza Nawalanego, czyli „Solidarność” ma głos (słuchowisko radiowe); Kultura, Paryż 1982 nr 3 s. 35-53; [b.w.], Warszawa 1981 [właśc. 1982] (anonimowo); Oficyna W.E. [Wydawnictwo „Enklawa”], Warszawa 1983

### Wspomnienia, autobiografia
- Nekropolis; Świat Książki, Warszawa 2005
- Kryptonim «Nowy». Tajemnice mojej esbeckiej teczki; Axel Springer, Warszawa 2007
- Nekropolis 2; Świat Książki, Warszawa 2008
- Pióro. Autobiografia literacka; Iskry, Warszawa 2012
- Dziennik podróży w przeszłość; Iskry, Warszawa 2012
- Okopy Świętej Trójcy. Rozmowy o życiu i ludziach. Z Markiem Nowakowskim rozmawia Krzysztof Świątek; Zysk i S-ka Wydawnictwo, Poznań 2014
- Tak zapamiętałem; Zysk i S-ka Wydawnictwo, Poznań 2016

### Felietony, eseje, szkice
- Karnawał i post; Instytut Literacki, Paryż 1988; Niezależna Oficyna Wydawnicza NOWA, Warszawa 1989; Iskry, Warszawa 1990
- Powidoki. Chłopcy z tamtych lat; Alfa-Wero, Warszawa 1995
- Powidoki 2. Wspomnij ten domek na Gęsiówce…; Alfa-Wero, Warszawa 1996
- Powidoki 3. Warszawiak pilnie poszukiwany; Alfa-Wero, Warszawa 1998
- Trzy teksty o Czeczenii; Polska Agencja Informacyjna, Warszawa 2000
- Mój słownik PRL-u; Alfa-Wero, Warszawa 2002
- To wolny kraj!; Wydawnictwo Książkowe Twój Styl, Warszawa 2004
- Syjoniści do Syjamu. Zapiski z lat 1967–1968; Świat Książki, Warszawa 2009
- Moja Warszawa: Powidoki drugie; Iskry, Warszawa 2010

### Wybory, kompilacje
- Opowiadania wybrane; Czytelnik, Warszawa 1969
- Układ zamknięty; Państwowy Instytut Wydawniczy, Warszawa 1972
- Sielanka. Wybór opowiadań; Państwowy Instytut Wydawniczy, Warszawa 1974
- Zapiski na gorąco; Wydawnictwo „Czarciego Licha”, Warszawa 1983; Wydawnictwo Grup Politycznych, Warszawa 1986
- Ten stary złodziej. Benek Kwiaciarz; Czytelnik, Warszawa 1983; Iskry, Warszawa 2012
- Kto to zrobił?; Alfa, Warszawa 1990
- Raport o stanie wojennym; Zakłady Wydawnicze Versus, Białystok 1990
- Od Benka Kwiaciarza do Księcia Nocy; Wydawnictwo Literackie, Kraków 1995
- Tapeta i inne opowiadania; Świat Książki, Warszawa 1996
- Judasz na placu Defilad; Oficyna Wydawnicza RYTM, Warszawa 1997
- Fortuna liliputa; Alfa-Wero, Warszawa 1997
- Rajski ptak i inne opowiadania; Wydawnictwo Książkowe Twój Styl, Warszawa 2000
- Sierota Europy; Alfa, Warszawa 2006
- Raport o stanie wojennym. Notatki z codzienności; Bellona / Oficyna Wydawnicza Volumen, Warszawa 2009
- Czarna i Mała; Świat Książki, 2010
- Moja Warszawa: Powidoki; Iskry, Warszawa 2010
- Homo Polonicus; Zysk i S-ka Wydawnictwo, Poznań 2013
- Nekropolis; Świat Książki, Warszawa 2014
- Książę nocy. Najlepsze opowiadania; Iskry, Warszawa 2018

Uwaga: Niektóre bibliografie zawierają pozycję Osiem dni w Ojczyźnie; [b.w.], Kraków 1985. Jest to błędne przypisanie Markowi Nowakowskiemu reportażu Tadeusza Nowakowskiego, spowodowane umieszczeniem na stronie tytułowej wydawnictwa omyłkowo imienia Marek.

## Ekranizacje
Był autorem scenariuszy do filmów: Meta (1971), Przystań (1970) i Siedem czerwonych róż, czyli Benek Kwiaciarz o sobie i o innych (1973). Na podstawie jego opowiadania powstał film: Gonitwa (1971).

## Ordery i odznaczenia
- Krzyż Komandorski Orderu Odrodzenia Polski (2006)[18][19]
- Krzyż Wolności i Solidarności (pośmiertnie, 2021)[20]
- Odznaka Honorowa ZAiKS-u (2009)[21]

## Nagrody i wyróżnienia literackie
- 1968: Nagroda Fundacji im. Kościelskich
- 1983: Nagroda Kulturalna Solidarności
- 1983: Nagroda Wolności francuskiego PEN Clubu
- 1984: Nagroda Związku Pisarzy Polskich Na Obczyźnie; Nagroda Fundacji Alfreda Jurzykowskiego
- 2002: Nagroda Literacka im. Władysława Reymonta[22]
- 2002: Nominacja do Nagrody Literackiej Nike za Empire[23]
- 2010: Nagroda Literacka m.st. Warszawy w kategorii „Warszawski twórca”

## Upamiętnienie
9 listopada 2017 ulica nazwana wcześniej imieniem Bolesława Gidzińskiego, na terenie obecnej dzielnicy Włochy w Warszawie, zyskała nazwę ulicy Marka Nowakowskiego.
W 2017 Biblioteka Narodowa ustanowiła Nagrodę Literacką jego imienia.
W Barze Kawowym Piotruś na Nowym Świecie w Warszawie, gdzie Nowakowski często bywał, znajduje się gablota poświęcona jego pamięci.
16 maja 2014 roku w Międzynarodowym Rejestrze Gwiazd została zarejestrowana gwiazda im. Marka Nowakowskiego. Koordynaty gwiazdy: RA 16h 11m 2.10s D 79° 39' 18.22".